# Список эпизодов мультсериала «Мстители: Величайшие герои Земли»
Здесь приведён список эпизодов мультсериала «Мстители: Величайшие герои Земли». Основан на супергеройской команде Мстители. Премьера мультсериала состоялась 22 сентября 2010 года на телеканале Disney XD в США. Второй сезон состоялся 1 апреля 2012 года.

## Обзор серий
| Сезон | Сезон | Эпизоды | Даты показа      | Даты показа      |
| Сезон | Сезон | Эпизоды | Первый эпизод    | Последний эпизод |
| ----- | ----- | ------- | ---------------- | ---------------- |
|       | 1     | 26      | 22 сентября 2010 | 26 июня 2011     |
|       | 2     | 26      | 1 апреля 2012    | 11 ноября 2012   |

## Эпизоды

### Первый сезон (2010–2011)
| № общий | № в сезоне | Название                                              | Режиссёр                | Автор сценария            | Дата премьеры                 |
| --- | ---------- | ----------------------------------------------------- | ----------------------- | ------------------------- | ----------------------------- |
| 1 | 1          | «Iron Man is Born! Железный человек. Начало»          | Vinton Heuck            | Brandon Auman             | октябрь 24, 2010              |
| Когда организация «Гидра» атакует ООН, судьба нескольких мировых лидеров оказывается в руках Железного человека. Однако выясняется, что у Тони Старка есть соперник, равный ему по силам: «Гидра» отправляет в бой дредноутов, используя технологии, которые сам же Старк и создал. Железный человек пытается победить «Гидру». Поможет ли ему в этом организация «Щ.И.Т.» — неизвестно, тем более что главе «Защиты» Нику Фьюри приходится в одиночку сражаться с Мрачным жнецом, который проник в «ВОЛЬТ» — тюрьму для супер-злодеев. Введённые персонажи: Железный человек, Джеймс «Роуди» Роудс, Пеппер Поттс, Джарвис, Гидра, Ультимо, Щ.И.Т. (Ник Фьюри, Мария Хилл, Джимми Ву, Мандроиды), Дредноуты, Мрачный жнец, Барон Штрукер, Красное динамо, МОДОК, Техно-вор |            |                                                       |                         |                           |                               |
| 2 | 2          | «Thor the Mighty Могучий Тор»                         | Vinton Heuck            | Michael Ryan              | октябрь 24, 2010              |
| Супер-злодеи атакуют Нью-Йорк, и противостоять им может только Тор. Но его отец Один призывает сына обратно в Асгард, где Тор вынужден сразиться с армией Ледяных Великанов под предводительством своего сводного брата Локи. И даже если Тор выиграет битву против брата, он рискует потерять гораздо большее… Введённые персонажи: Тор, Джейн Фостер, Команда разрушителей (Вредитель, Шаровая молния, Бульдозер, Гробовщик), Хеймдалль, Локи, Сиф, Бальдр, Троица воинов (Фандрал, Хогун, Вольстагг), Один, Ледяные гиганты, Чаровница, Палач. |            |                                                       |                         |                           |                               |
| 3 | 3          | «Hulk Versus the World Халк против всех»              | Sebastian Montes        | Kevin Burke & Chris Wyatt | октябрь 24, 2010              |
| Объединение микросерий: "The Coming of the Hulk", "Hulk Versus the World", "This Monster, This Hero" и "Beware the Widow's Bite". Поглотитель, встретив Брюса Бэннера, провоцирует его превращение в Халка. На их след выходят «Охотники на Халка», а затем агенты Щ.И.Т. Чёрная вдова и Соколиный глаз. Халка и Поглотителя помещуют в тюрьму «Куб», где Соколиный глаз начинает подозревать Чёрную вдову. Введённые персонажи: Халк, Генерал Росс, Поглотитель, Чёрная вдова, Соколиный глаз, Бобби Морс, Мерзость, Доктор Самсон, Би-зверь, U-враги (Вектор, Пар, Железный занавес, Рентген), Лидер, Радиоактивный человек |            |                                                       |                         |                           |                               |
| 4 | 4          | «Meet Captain America Встречайте, Капитан Америка»    | Sebastian Montes        | Paul Giacoppo             | октябрь 24, 2010              |
| Объединение микросерий: "Meet Captain America", "The Red Skull Strikes!", "If This Be Doomsday!" и "Lo, There Shall Come a Conqueror". Капитан Америка возглавляет нападение на объект ГИДРы, где он и Баки встречается лицом к лицу с Красным черепом. Канг Завоеватель обнаруживает, что из-за Капитана Америка была разрушена его часовая линия. Введённые персонажи: Капитан Америка, Красный Череп, Баки, Авраам Эрскин, генерал Честер Филлипс, Джеймс Хоулетт, Воющие коммандос (Джек Фьюри, Дам Дам Даган, Гейб Джонс, Реб Рэлстон, Дино Манелли, Иззи Коэн, Пинки Пинкертон), Канг Завоеватель, Равонна.. |            |                                                       |                         |                           |                               |
| 5 | 5          | «The Man in the Ant Hill Человек в муравейнике»       | Vinton Heuck            | Christopher Yost          | октябрь 24, 2010              |
| Объединение микросерий: "The Man in the Ant Hill", "Enter the Whirlwind", "The Big House" и "Welcome to Wakanda". Человек-муравей останавливает Кло, который хочет украсть образец ценного металла - Вибраниума. Оса прекращает буйство Вихря, которого помещают в «Большой дом», саму маленькую тюрьму для суперзлодеев. Король Т'Чака принял вызов на дуэль Человека-обезьяны за престол Ваканды. Введённые персонажи: Человек-муравей, Кло, Оса, Альтрон, Вихрь, Клей Куотермейн, Злой мыслитель, Серая гаргулья, Арним Зола, Мандрилл, Гравитон, Чёрная пантера, Человек-обезьяна, Т'Чака, Н'Гасси, Дора Миладже. |            |                                                       |                         |                           |                               |
| 6 | 6          | «Breakout, Part 1 Побег, Часть 1»                     | Sebastian Montes        | Christopher Yost          | октябрь 20, 2010              |
| Произошёл массовый побег из всех четырёх тюрем для суперзлодеев. Введённые персонажи: А.И.М. (Главный учёный), Люсия Вон Бардас, Зззакс, Буран, Констриктор, Грифон, Красный призрак и его суперобезьяны, Живой лазер, Хлыст (женщина), Химик, Кобра, Вендиго, Пурпурный человек, Барон Земо, Гравитон. |            |                                                       |                         |                           |                               |
| 7 | 7          | «Breakout, Part 2 Побег, Часть 2»                     | Vinton Heuck            | Christopher Yost          | октябрь 20, 2010              |
| Тор, Оса, Человек-муравей, Железный человек и Халк вместе сражаются против Гравитона. Так и появились Мстители. |            |                                                       |                         |                           |                               |
| 8 | 8          | «Some Assembly Required Нуждается в сборке»           | Sebastian Montes        | Brandon Auman             | октябрь 27, 2010              |
| Мстители поселились в «Замке мстителей». Чаровница и Палач нападают на Мстителей, и колдунья пытается околдовать Халка. Затем, он уходит из Мстителей. |            |                                                       |                         |                           |                               |
| 9 | 9          | «Living Legend Живая Легенда»                         | Vinton Heuck            | Kevin Burke & Chris Wyatt | ноябрь 3, 2010                |
| В поисках Халка, Мстители нашли замороженное тело Капитана Америка. Введённые персонажи: Дафбой, Говард Старк. |            |                                                       |                         |                           |                               |
| 10 | 10         | «Everything is Wonderful Всё просто чудесно»          | Vinton Heuck            | Brandon Auman             | ноябрь 10, 2010               |
| Тони Старк забирает компанию у Саймона Уильямса, и тот начинает мстить. Введённые персонажи: Чудо-человек. |            |                                                       |                         |                           |                               |
| 11 | 11         | «Panther's Quest Путь Пантеры»                        | Sebastian Montes        | Paul Giacoppo             | ноябрь 17, 2010               |
| Т'Чалла обращается к Мстителям за помощью, чтобы освободить свою страну. |            |                                                       |                         |                           |                               |
| 1213 | 1213       | «Gamma World Гамма Мир, Часть 1-2»                    | Ciro Nieli & Frank Paul | Christopher Yost          | ноябрь 26, 2010               |
| Вокруг тюрьмы «Куб» образовалась большая гамма-сфера, и Мстители отправляются узнать, что происходит. Введённые персонажи: Гадюка (Мадам Гидра). |            |                                                       |                         |                           |                               |
| 14 | 14         | «Masters of Evil Мастера Зла»                         | Sebastian Montes        | Christopher Yost          | декабрь 5, 2010               |
| Чаровница, Палач, Барон Земо, Мерзость, Чудо-человек и Красное динамо объединились и напали на Мстителей. |            |                                                       |                         |                           |                               |
| 15 | 15         | «459 459-й»                                           | Vinton Heuck            | Joelle Sellner            | декабрь 12, 2010              |
| Спутник Щита был атакован неизвестным объектом, и Человек-муравей с Осой отправляются узнать, что это. Введённые персонажи: Крии (Капитан Марвел, Йон-Рогг, Часовой-459), Кэрол Денверс. |            |                                                       |                         |                           |                               |
| 16 | 16         | «The Man Who Stole Tomorrow Укравший завтрашний день» | Sebastian Montes        | Andrew Robinson           | январь 9, 2011                |
| Канг Завоеватель, пришедший из 41-го века, хочет уничтожить Капитана Америку, считая, что из-за него может прекратить существование его временная линия. Введённые персонажи: Фантастическая четвёрка (Мистер Фантастика, Женщина-невидимка, Существо и Человек-факел). |            |                                                       |                         |                           |                               |
| 17 | 17         | «Come the Conqueror Вторжение Канга»                  | Vinton Heuck            | Eugene Son                | январь 16, 2011               |
| Мстители пытаются противостоять вторжению Канга. Введённые персонажи: Чёрный рыцарь, Джаспер Ситуэлл. |            |                                                       |                         |                           |                               |
| 18 | 18         | «The Kang Dynasty Династия Канг»                      | Sebastian Montes        | Brian Reed                | январь 23, 2011               |
| Мстители пошли на штурм корабля Канга вместе с последним из Альтронов. Побеждённый Канг сказал, что худшее ещё впереди. Введённые персонажи: Х.Е.Р.Б.И. |            |                                                       |                         |                           |                               |
| 19 | 19         | «Widow's Sting Жало Вдовы»                            | Vinton Heuck            | Kevin Burke & Chris Wyatt | январь 16, 2011               |
| Соколиный глаз продолжает преследовать Чёрную вдову. Введённые персонажи: Скруллы, Бобби Морс как Пересмешница. |            |                                                       |                         |                           |                               |
| 20 | 20         | «The Casket of Ancient Winters Ларец Древнейших зим»  | Sebastian Montes        | Paul Giacoppo             | апрель 4, 2011 май 15, 2011   |
| В самый жаркий день года, был найден древний артефакт… и подул холодный ветер. Реликвия, называемая шкатулкой древних зим, была открыта и вся планета погружена в холод. Введённые персонажи: Малекит. |            |                                                       |                         |                           |                               |
| 21 | 21         | «Hail, Hydra! Слава Гидре!»                           | Vinton Heuck            | Kevin Burke & Chris Wyatt | апрель 5, 2011 май 22, 2011   |
| Гидра и АИМ ведут войну друг против друга, и только один человек знает почему… Чёрная вдова. Она знает, что АИМ создал для Гидры супероружие, причём настолько мощное, что решил оставить его себе. |            |                                                       |                         |                           |                               |
| 22 | 22         | «Ultron-5 Альтрон-5»                                  | Sebastian Montes        | Brandon Auman             | апрель 6, 2011 май 29, 2011   |
| Человек-муравей считает, что хватит насилия, и решает найти лучший способ, чтобы добиться мира на Земле. Именно для этого он и создал Альтрона, но что-то пошло не так. Введённые персонажи: Общество змей (Анаконда, Бушмейстер, Смертельный уж, Гремучий змей). |            |                                                       |                         |                           |                               |
| 23 | 23         | «The Ultron Imperative Задача Альтрона»               | Vinton Heuck            | Brandon Auman             | апрель 7, 2011 июнь 5, 2011   |
| Команда борется с потерями, Железный человек и Человек-муравей собираются уничтожить остатки Альтрона. Но они ещё не знают, что Альтрон уже вышел за рамки своего тела, и проник в мировую компьютерную сеть. |            |                                                       |                         |                           |                               |
| 24 | 24         | «This Hostage Earth Земля в заложниках»               | Sebastian Montes        | Michael Ryan              | апрель 8, 2011 июнь 12, 2011  |
| Конец приближается. Повелители зла мобилизуются, и готовят весь мир к вторжению, которого Земля ещё никогда не видела. И если Мстители не остановят их… армия Асгарда придёт на Землю. Введённые персонажи: Карнилла. |            |                                                       |                         |                           |                               |
| 25 | 25         | «The Fall of Asgard Падение Асгарда»                  | Vinton Heuck            | Christopher Yost          | апрель 11, 2011 июнь 19, 2011 |
| Потеряны и разделены, Мстители борются за выживание в девяти сферах Асгарда. Введённые персонажи: Хела, Улик, Гномы (Эйтри), Светлые эльфы (Фарадей), Валькирии (Брунгильда). |            |                                                       |                         |                           |                               |
| 26 | 26         | «A Day Unlike Any Other День, каких не было»          | Sebastian Montes        | Christopher Yost          | апрель 12, 2011 июнь 26, 2011 |
| Восемь сфер пали, остался только Мидгард. Локи выиграл. Мстителям нечего противопоставить его мощи. Но снова собравшись все вместе, они нанесли врагу победный удар Введённые персонажи: Хоарфен, Змей Мидгарда. |            |                                                       |                         |                           |                               |

### Второй сезон (2012)
| № общий | № в сезоне | Название                                                     | Режиссёр      | Автор сценария                 | Дата премьеры              |
| --- | ---------- | ------------------------------------------------------------ | ------------- | ------------------------------ | -------------------------- |
| 27 | 1          | «The Private War of Doctor Doom Личная война Доктора Дума»   | Vinton Heuck  | Christopher Yost               | апрель 1, 2012             |
| Злодей и диктатор Доктор Дум похищает Осу и Невидимую леди. Мстители и Фантастическая четвёрка вступают с ним в битву чтобы вернуть своих членов. Но истинная цель этого похищения известна лишь самому Думу. Введённые персонажи: Доктор Дум. |            |                                                              |               |                                |                            |
| 28 | 2          | «Alone Against A.I.M. Передовые идеи механики»               | Boyd Kirkland | Kevin Burke & Chris Wyatt      | апрель 8, 2012             |
| Тони Старк без своей брони столкнулся лицом к лицу с творением А.И.М. Техновором — монстром, поедающим энергию. Введённые персонажи: Джеймс Роудс как Воитель. |            |                                                              |               |                                |                            |
| 29 | 3          | «Acts of Vengeance Чувство мести»                            | Roy Burdine   | Michael Ryan                   | апрель 15, 2012            |
| Чародейка хочет отомстить Барону Земо и его команде за измену, Мстители оказались в центре борьбы между ней и Повелителями Зла. Введённые персонажи: Суртур. |            |                                                              |               |                                |                            |
| 30 | 4          | «Welcome to the Kree Empire Добро пожаловать в Империю Крии» | Boyd Kirkland | Paul Giacoppo                  | апрель 22, 2012            |
| Посланники воинственной инопланетной расы Крии прибыли на Землю. Введённые персонажи: Ронан Обвинитель, Абигайли Бранд, Генри Питер Гайрич, Сидрен, Калум Ло, Кэрол Денверс как Мисс Марвел. |            |                                                              |               |                                |                            |
| 31 | 5          | «To Steal an Ant-Man Украсть Человека-Муравья»               | Roy Burdine   | Brandon Auman                  | апрель 29, 2012            |
| У Хэнка Пима был украден костюм Человека-муравья, и он вместе с Героями по Найму пытается найти вора. Введённые персонажи: Люк Кейдж, Железный Кулак, Скотт Лэнг, Кассандра Лэнг, Уильям Кросс (Кроссфайер), Сеньор Муэрте, Гарпун, Каландр, Гидеон Мэйс, Таракан Гамильтон, Большой Бен Донован, Пиранья Джонс, Коса. |            |                                                              |               |                                |                            |
| 32 | 6          | «Michael Korvac Майкл Корвак»                                | Boyd Kirkland | Dan Abnett & Andy Lanning      | май 6, 2012                |
| Мстители пытаются защитить таинственного человека по имени Корвак от странных пришельцев, которые преследуют его, но вскоре они понимают, что эти пришельцы — герои называющие себя Стражами Галактики, и что не Корвак нуждается в защите, а сама Земля. Введённые персонажи: Майкл Корвак, Стражи Галактики (Звёздный Лорд, Адам Уорлок, Грут, Енот Ракета, Квазар). Примечание: Этот эпизод посвящён памяти режиссёра и продюсера Бойда Киркланда.  |            |                                                              |               |                                |                            |
| 33 | 7          | «Who Do You Trust? Кому доверять?»                           | Gary Hartle   | Brian Reed                     | май 13, 2012               |
| Возвращается Ник Фьюри и рассказывает Тони Старку, что способные менять облик пришельцы под названием Скруллы начали проникать на Землю. Ситуация становится ещё хуже, когда Мстители узнают, что Скруллы скрываются и среди них. Введённые персонажи: Дрожь, Королева Веранке. |            |                                                              |               |                                |                            |
| 34 | 8          | «The Ballad of Beta Ray Bill Баллада о Бета Рэй Билле»       | Steve Gordon  | Michael Ryan                   | май 20, 2012               |
| В поисках огненного демона Суртура, Тора атакует мощное существо, известное как Бета Рэй Билл. Тор должен объединиться с этим странным воином, чтобы спасти Асгард от армии огненных демонов Суртура. Введённые персонажи: Бета Рэй Билл. |            |                                                              |               |                                |                            |
| 35 | 9          | «Nightmare in Red Красный кошмар»                            | Boyd Kirkland | Mark Parsons                   | май 30, 2012 июнь 24, 2012 |
| Таинственный краснокожий Халк атакует авианосец Щ.И.Т., и Мстители должны выследить Халка, пытаясь выяснить, кто этот новый красный монстр. Введённые персонажи: Сокол, Глен Тэлбот, Эрик О'Греди, а так же Баки Барнс как Зимний солдат и Таддеус Росс как Красный Халк, но их личности был раскрыты позднее. |            |                                                              |               |                                |                            |
| 36 | 10         | «Prisoner of War Узник войны»                                | Steve Gordon  | Kevin Burke & Chris Wyatt      | май 31, 2012               |
| Капитан Америка после нескольких месяцев нахождения в плену у Скруллов пытается вырваться на свободу и объединяется с другими заключёнными, в том числе с некоторыми из своих врагов, но если он хочет спастись, то должен победить могучего Супер-Скрулла. Введённые персонажи: Супер-Скрулл, Галактус, Лайл Гец. |            |                                                              |               |                                |                            |
| 37 | 11         | «Infiltration Внедрение»                                     | Roy Burdine   | Christopher Yost               | июнь 4, 2012               |
| Вторжение Скруллов началось, и первой целью является Ваканда. Мисс Марвел вынуждена в одиночку сражаться с пришельцами, чья способность изменять облик делает ситуацию ещё хуже. Примечание: На стене у Ника Фьюри среди изображений супергероев и злодеев показаны не появлявшиеся ранее персонажи: Люди Икс (Циклоп, Зверь), Магнето, Алая ведьма, Человек-паук, Плащ, Снежный Человек, Броненосец. Джеймс Хоулетт был впервые показан как Росомаха. |            |                                                              |               |                                |                            |
| 38 | 12         | «Secret Invasion Тайное вторжение»                           | Boyd Kirkland | Christopher Yost               | июнь 5, 2012               |
| Скруллы вторглись по всей Земле и используют подменённого ими Капитана Америку чтобы заставить людей подчиниться. Чтобы победить пришельцев Мстители должны вновь сплотиться. |            |                                                              |               |                                |                            |
| 39 | 13         | «Along Came a Spider… А вот и Паучок…»                       | Roy Burdine   | Christopher Yost               | июнь 6, 2012               |
| После атаки Скруллов Капитан Америка, пытаясь вернуть назад доверие общества, объединяется с Человеком-пауком, пользующимся таким же недоверием, и они вместе сражаются против Общества Змей. Введённые персонажи: Человек-паук, Джей Джона Джеймсон, Роби Робертсон, Бетти Брант. |            |                                                              |               |                                |                            |
| 40 | 14         | «Behold…The Vision Новое Видение»                            | Roy Burdine   | Michael Ryan                   | июнь 7, 2012               |
| Капитан Америка едет вместе с Мстителями в Ваканду чтобы починить себе щит, но на героев нападает новый враг, неуязвимый для большинства атак. Введённые персонажи: Вижен. |            |                                                              |               |                                |                            |
| 41 | 15         | «Powerless Беспомощные»                                      | Steve Gordon  | Man of Action & Danielle Wolff | июнь 11, 2012              |
| Чародейка предложила Локи отомстить Мстителям за разрушение их плана по завоеванию девяти миров. В результате Тор, Капитан Америка и Железный Человек учатся сражаться с врагами без своих суперспособностей. Введённые персонажи: Разрушитель. |            |                                                              |               |                                |                            |
| 42 | 16         | «Assault on 42 Нападение на Зону 42»                         | Steve Gordon  | Brian Reed                     | июнь 12, 2012              |
| Когда Капитан Америка, Тор, Оса и Мисс Марвел доставили Вихря в тюрьму в Негативной зоне, известной как 42, они обнаружили там странных существ, напавших на тюрьму. Мстители вынуждены сражаться плечом к плечу с некоторыми из заключённых суперзлодеев. Введённые персонажи: Аннигилус. |            |                                                              |               |                                |                            |
| 43 | 17         | «Ultron Unlimited Великий Альтрон»                           | Roy Burdine   | Christopher Yost               | июнь 13, 2012              |
| На Мстителей нападают их роботизированные копии. Один за одним члены команды оказываются захваченными, а потом сталкиваются лицом к лицу с Ультроном и его синтезоидными Мстителями. Введённые персонажи: Джокаста. |            |                                                              |               |                                |                            |
| 44 | 18         | «Yellowjacket Жёлтый жакет»                                  | Boyd Kirkland | Man of Action & James Felder   | июнь 14, 2012              |
| Попытка Железного человека и Осы убедить Хэнка Пима вновь присоединиться к команде не дала никаких результатов, а тем временем на сцену выходит новый мститель, называющий себя Жёлтым жакетом. Введённые персонажи: Хэнк Пим как Жёлтый жакет. |            |                                                              |               |                                |                            |
| 45 | 19         | «Emperor Stark Император Старк»                              | Boyd Kirkland | Christopher Yost               | июнь 18, 2012              |
| Вижен пробуждается после месячного ремонта и видит, что Тони Старк и Мстители захватили мир. |            |                                                              |               |                                |                            |
| 46 | 20         | «Code Red Код: Красный»                                      | Roy Burdine   | Man of Action                  | июнь 19, 2012              |
| Странный дым заразил всех Мстителей за исключением Железного человека, чей бронированный костюм обеспечил ему защиту. Теперь бронированный мститель должен узнать источник этого дыма прежде, чем Министерство обороны закроет команду. |            |                                                              |               |                                |                            |
| 47 | 21         | «Winter Soldier Зимний Солдат»                               | Boyd Kirkland | Man of Action & James Felder   | июнь 20, 2012              |
| Мстители думают над тайной Зимнего солдата, агента Красного черепа, который спас жизнь Капитану Америке. Введённые персонажи: Спящий, Графиня Валентина Аллегра де Фонтейн. |            |                                                              |               |                                |                            |
| 48 | 22         | «The Deadliest Man Alive Опаснейший хищник»                  | Steve Gordon  | Man of Action                  | июнь 21, 2012              |
| После освобождения из тюрьмы Халк впадает в ярость из-за того, что был обманом сдан военным. А к Мстителям присоединяется таинственный Красный Халк. |            |                                                              |               |                                |                            |
| 49 | 23         | «New Avengers Новые Мстители»                                | Steve Gordon  | Christopher Yost               | июнь 25, 2012              |
| Канг вновь пытается завоевать мир, он заманивает Мстителей во временную пустоту, чтобы могучие герои Земли снова не помешали его планам. Теперь новая команда героев, состоящая из Человека-паука, Воителя, Росомахи, Железного Кулака, Люка Кейджа и Существа, должны объединиться и остановить вторжение. Введённые персонажи: Совет Кангов |            |                                                              |               |                                |                            |
| 50 | 24         | «Operation Galactic Storm Операция Солнечный шторм»          | Boyd Kirkland | Christopher Yost               | июнь 26, 2012              |
| Крии создали червоточину, соединяющую нашу Солнечную систему с их звёздной системой, что в итоге может уничтожить наше Солнце. Введённые персонажи: Питер Корбо |            |                                                              |               |                                |                            |
| 51 | 25         | «Live Kree or Die Живи как Крии, или умри»                   | Steve Gordon  | Christopher Yost               | июнь 27, 2012              |
| Мстители прибывают на родину Крии — планету Халу, где их ждёт встреча с могущественным существом — Высшим Разумом. Введённые персонажи: Высший Разум |            |                                                              |               |                                |                            |
| 52 | 26         | «Avengers Assemble Всем общий сбор»                          | Roy Burdine   | Christopher Yost               | июнь 28, 2012              |
| Мстители столкнулись с величайшим испытанием в своей жизни в виде пожирателя планет Галактуса и его герольдов. Введённые персонажи: Герольды Галактуса (Терракс, Небесный Скороход, Звёздная Пыль, Огненный Лорд). |            |                                                              |               |                                |                            |